# Michael Weniger
Michael Weniger (* 10. Oktober 1763 in St. Gallen, heimatberechtigt ebenda; † 16. April 1836 in Bassersdorf) war ein Schweizer Unternehmer und Kaufmann.

## Leben und Werk
Michael Weniger war der Sohn des Webers Georg Weniger und der Johanna Catharina Tobler. Er heiratete 1800 Anna Maria, Tochter des Gerichtsherrn von Altenklingen Johann Dietrich Zollikofer.
Weniger absolvierte eine Ausbildung zum Kaufmann und unternahm Auslandreisen. Mit Johann Jacob Rieter gründete er eine Baumwollspinnerei in St. Georgen bei St. Gallen, aus der Rieter 1820 ausschied. Weniger gründete 1815 die Michael Weniger & Comp. aus der «ein schwer überblickbares Konglomerat» von Unternehmungen entstand. Es folgten 1817 und 1825 weitere Spinnereien sowie 1828 eine Eisengiesserei und Maschinenwerkstätte in St. Georgen, die unter anderem Spinnmaschinen herstellte. Er unterhielt Beziehungen nach Österreich, England, Russland und Ostindien. Weniger stieg 1819 in den Export von Baumwollwaren in die Vereinigten Staaten ein und gründete 1833 eine Textilfabrik und mechanische Werkstätte in St. Petersburg.
Zur Energieversorgung seiner Betriebe liess Weniger von 1821 bis 1823 einen «Fabrikweiher» anlegen, der unter dem Namen Wenigerweiher bekannt wurde.

## Belege
1. 1 2 3  Peter Müller: Michael Weniger. In: Historisches Lexikon der Schweiz.  2. Oktober 2013.
2. ↑  Martin Lassner: Johann Jacob Rieter. In: Historisches Lexikon der Schweiz.  4. Januar 2012.

| Personendaten    | Personendaten                      |
| ---------------- | ---------------------------------- |
| NAME             | Weniger, Michael                   |
| KURZBESCHREIBUNG | Schweizer Unternehmer und Kaufmann |
| GEBURTSDATUM     | 10. Oktober 1763                   |
| GEBURTSORT       | St. Gallen, Schweiz                |
| STERBEDATUM      | 1. Juli 1836                       |
| STERBEORT        | Bassersdorf, Schweiz               |